# Charles Miron
Charles Miron (né en 1569, mort à Lyon le 6 août 1628) est évêque d'Angers puis archevêque de Lyon.

## Biographie
Charles Miron est le fils de Marc Miron, seigneur de l'Ermitage, conseiller et premier médecin du roi Henri III, et de Marie de Gencian. Il s'armait Ecartelé au 1 et 4 de gueules au miroir rond à l'antique d'argent, cerclé et pommeté d'or; aux 2 et 3, de Gencian.
Abbé commendataire de Cormery et d'Airvaux, il est nommé évêque d'Angers par le roi Henri III le 20 juin 1588 à l'âge de 18 ans. Il en prit possession par procureur le 11 octobre 1588 et personnellement le 24 avril 1589, malgré l'opposition du théologal René Girault, mais réduite d'autorité par le Jean VI d'Aumont, alors souverain maître de la ville d'Angers. Le prélat ne fut sacré que le 11 avril 1591 à Tours. Il va siéger à ce titre aux États de Blois.
« Sçais tu que cest que ce Miron? Cest ung juif qui est à tout faire. Il est gendarme ergo larron; Levesché est tout son affaire : En cela il veult contrefaire Coré, Dathan et Abyron. Il nest que daller.
Michel Luette, Pique-mouches, 1592 »
Rallié à Henri IV, il célèbre dans son diocèse l'entrée du roi dans Paris et prononce à l'abbatiale de Saint-Denis son oraison funèbre.
Aux prises avec son chapitre de chanoines à Angers, il échange en mai 1616 son siège d'évêque avec Guillaume VI Fouquet de la Varenne pour devenir abbé de Saint-Lomer de Blois. À la mort de Guillaume Fouquet en 1621, il redemande le siège épiscopal d'Angers et l'obtient le 19 janvier 1622. Les disputes recommencent à nouveau avec son clergé, si bien qu'il est nommé le 2 décembre 1626 archevêque de Lyon et prend possession de son archidiocèse le 12 février 1627.